# Витри-ан-Артуа (кантон)

Кантон Витри-ан-Артуа в составе округа

Витри-ан-Артуа (фр. Vitry-en-Artois) — упраздненный кантон во Франции, находился в регионе Нор-Па-де-Кале, департамент Па-де-Кале. Входил в состав округа Аррас.
В состав кантона входили коммуны (население по данным Национального института статистики Архивная копия от 17 декабря 2011 на Wayback Machine за 2008 г.):
- Амблен-ле-Пре (486 чел.)
- Андекур-ле-Каньикур (323 чел.)
- Беллонн (253 чел.)
- Бребьер (4 929 чел.)
- Буари-Нотр-Дам (438 чел.)
- Бьяш-Сен-Вааст (3 866 чел.)
- Вилле-ле-Каньикур (240 чел.)
- Вис-ан-Артуа (613 чел.)
- Витри-ан-Артуа (4 381 чел.)
- Гуи-су-Беллонн (1 212 чел.)
- Дюри (345 чел.)
- Каньикур (420 чел.)
- Корбеем (2 223чел.)
- Монши-ле-Пре (591 чел.)
- Нуайель-су-Беллонн (786 чел.)
- Окур (234 чел.)
- Пельв (718 чел.)
- Плувен (474 чел.)
- Ре (1 393 чел.)
- Рекур (232 чел.)
- Реми (256 чел.)
- Рьянкур-ле-Каньикур (278 чел.)
- Сайи-ан-Остреван (694 чел.)
- Содемон (439 чел.)
- Торткен (717 чел.)
- Френ-ле-Монтобан (481 чел.)
- Этен (430 чел.)
- Этерпиньи (222 чел.)

## Экономика
Структура занятости населения:
- сельское хозяйство — 4,1 %
- промышленность — 30,8 %
- строительство — 7,7 %
- торговля, транспорт и сфера услуг — 35,6 %
- государственные и муниципальные службы — 21,9 %

## Политика
На президентских выборах 2012 г. жители кантона отдали Франсуа Олланду в 1-м туре 27,1 % голосов против 27,0 % у Марин Ле Пен и 21,5 % у Николя Саркози, во 2-м туре в кантоне победил Олланд, получивший 55,0 % голосов (2007 г. 1 тур: Саркози — 25,1 %, Сеголен Руаяль — 22,5 %; 2 тур: Руаяль — 51,0 %). На выборах в Национальное собрание в 2012 г. по 1-му избирательному округу департамента Па-де-Кале они поддержали кандидата левых сил, члена Социалистической партии Жана-Жака Коттеля, набравшего 40,4 % голосов в 1-м туре и 60,8 % — во 2-м туре. (2007 г. 2-й округ. Катрин Жениссон (СП): 1 тур — 41,2 %, 2 тур — 60,3 %). На региональных выборах 2010 года в 1-м туре победил список социалистов, собравший 34,6 % голосов против 22,5 % у Национального фронта и 14,9 % у списка «правых». Во 2-м туре единый «левый список» с участием социалистов, коммунистов и «зелёных» во главе с Президентом регионального совета Нор-Па-де-Кале Даниэлем Першероном получил 53,1 % голосов, Национальный фронт Марин Ле Пен занял второе место с 26,1 %, а «правый» список во главе с сенатором Валери Летар с 20,8 % финишировал третьим.
|  | Кандидат        | Партия                  | % голосов |
|  | --------------- | ----------------------- | --------- |
|  | Мартьяль Стьянн | Коммунистическая партия | 66,31     |
|  | Доминик Денген  | Национальный фронт      | 33,69     |

|  | Кандидат        | Партия                  | % голосов |
|  | --------------- | ----------------------- | --------- |
|  | Мартьяль Стьянн | Коммунистическая партия | 100,00    |